# Opuntia megapotamica
Opuntia megapotamica ist eine Pflanzenart in der Gattung der Opuntien (Opuntia) aus der Familie der Kakteengewächse (Cactaceae). Das Artepitheton megapotamica stammt aus dem Griechischen, bedeutet ‚großer Fluss‘ und verweist auf das Vorkommen der Art im Gebiet des Río de la Plata.

## Beschreibung
Opuntia megapotamica wächst strauchig mit aufrechten Zweigen und erreicht Wuchshöhen von bis zu einem Meter. Die trübgrünen verkehrt breit eiförmigen bis mehr oder weniger kreisrunden Triebabschnitte sind 10 bis 12 Zentimeter lang und breit sowie 2 bis 3 Zentimeter dick und sehr kräftig. Die Areolen sind dunkel gefleckt. Die ein bis zwei, selten drei Dornen, die auch fehlen können, sind 2 bis 3 Zentimeter oder mehr lang.
Die Blüten sind orange, die länglichen Früchte gelb.

## Verbreitung, Systematik und Gefährdung
Opuntia megapotamica ist in Uruguay und im angrenzenden Nordosten Argentiniens in Höhenlagen von 100 bis 1000 Metern verbreitet.
Die Erstbeschreibung durch José Arechavaleta wurde 1905 veröffentlicht.
Es werden folgende Varietäten unterschieden:
- Opuntia megapotamica var. megapotamica
- Opuntia megapotamica var. chadihuensis Oakley & Villamil
- Opuntia megapotamica var. salagria (A.Cast.) Oakley

In der Roten Liste gefährdeter Arten der IUCN wird die Art als „Least Concern (LC)“, d. h. als nicht gefährdet geführt. Die Entwicklung der Populationen wird als stabil angesehen.

## Nachweise